# Ла-Альдеа-дель-Обіспо
Ла-Альдеа-дель-Обіспо (ісп. La Aldea del Obispo) — муніципалітет в Іспанії, у складі автономної спільноти Естремадура, у провінції Касерес. Населення — 349 осіб (2010).
Муніципалітет розташований на відстані близько 220 км на південний захід від Мадрида, 60 км на південний схід від Касереса.

## Демографія
Динаміка населення (INE ):

## Галерея зображень
- Розташування муніципалітету у провінції Касерес